# Michael Magnesi
Michael Magnesi, noto anche con lo pseudonimo di Lone Wolf (Palestrina, 18 novembre 1994), Ex campione mondiale 2020 IBO dei pesi superpiuma, detiene un record di 25 vittorie (13 ottenute per KO) e 2 sconfitte (1 per KO)..

## Carriera professionistica
Debutta sul ring come professionista il 10 ottobre del 2015, battendo nel palasport di Cave, città in cui è cresciuto, il connazionale Carmelo Palermo.
Il suo primo titolo lo conquista il 30 giugno 2018, campione italiano dei pesi superleggeri, quando a Grosseto batte per Ko tecnico Francesco Invernizio. Un titolo poi confermato il 10 novembre 2018 a Cave, dove ha affrontato Giuseppe Carafa.
Il 24 marzo 2019 a Roma, presso il Nuovo Centro Congressi, Magnesi vince la cintura del Mediterraneo IBF contro lo spagnolo-domenicano Ruddy Encarnacion. Pochi mesi dopo, il 21 giugno 2019,  conquista il secondo titolo internazionale: la cintura WBC silver, vinta ancora a Roma, sul ring allestito nel Parco della Pace, battendo il messicano Emanuel Lopez per Ko tecnico.
Il terzo titolo internazionale è del 29 febbraio 2020, a Roma negli Studi di via Tiburtina, Magnesi si guadagna il titolo intercontinentale IBO dei pesi superpiuma sconfiggendo il venezuelano Breilor Teran. 
Il 27 novembre 2020, nel palazzetto dello sport di Fondi,  vince la cintura iridata IBO dei pesi superpiuma battendo lo svizzero-ruandese Patrick Kinigamazi, messo KO al quinto round. Un titolo mondiale riconfermato il 23 aprile 2021 contro il sudafricano Khanyile Bulana, presso il palasport di Zagarolo, e il 9 aprile 2022 contro il messicano Dennis Contreras, nel palasport di Civitavecchia.
L'11 novembre 2021 Magnesi esordisce negli Stati Uniti d'America, al Paramount Theatre di Huntington, dove batte per KO tecnico al terzo round il filippino Eugene Lagos.

## Record degli incontri
| No. | Risultato | Record | Avversario           | Metodo | Round, tempo | Data        | Luogo                                           | Note                                                                 |
| --- | --------- | ------ | -------------------- | ------ | ------------ | ----------- | ----------------------------------------------- | -------------------------------------------------------------------- |
| 22  | Sconfitta | 21-1   | Anthony Cacace       | SD     | 12           | 24 Set 2022 | Manchester, England                             | Perde il titolo IBO super piuma                                      |
| 21  | Vittoria  | 21–0   | Dennis Contreras     | TKO    | 5 (12)       | 9 Apr 2022  | Civitavecchia, Italia                           | Mantiene il Titolo IBO pesi superpiuma                               |
| 20  | Vittoria  | 20–0   | Eugene Lagos         | TKO    | 3 (10),      | 11 Nov 2021 | Huntington, US                                  |                                                                      |
| 19  | Vittoria  | 19–0   | Khanyile Bulana      | TKO    | 1 (12)       | 23 Apr 2021 | Palazzetto Valle Martella, Zagarolo, Italia     | Mantiene il titolo IBO pesi superpiuma                               |
| 18  | Vittoria  | 18–0   | Patrick Kinigamazi   | KO     | 5 (12)       | 27 Nov 2020 | Palasport, Fondi, Italia                        | Vince il Titolo IBO pesi superpiuma                                  |
| 17  | Vittoria  | 17–0   | Breilor Teran        | RTD    | 4 (10)       | 29 Feb 2020 | Studi TV via Tiburtina, Roma, Italia            | Vince il Titolo Intercontinentale Vacante IBO pesi superpiuma titolo |
| 16  | Vittoria  | 16–0   | Maxwell Awuku        | RTD    | 6 (12)       | 26 Oct 2019 | Ragusa Off, Roma, Italia                        |                                                                      |
| 15  | Vittoria  | 15–0   | Emanuel López        | KO     | 10 (12)      | 21 Jun 2019 | Parco della Pace, Roma, Italia                  | Vince il Titolo vacante WBC International Silver pesi superpiuma     |
| 14  | Vittoria  | 14–0   | Ruddy Encarnacion    | RTD    | 4 (10)       | 24 Mar 2019 | Roma Convention Center La Nuvola, Roma, Italia  | Vince il Titolo Mediterraneano vacante IBF pesi superpiuma           |
| 13  | Vittoria  | 13–0   | Giuseppe Carafa      | UD     | 10           | 10 Nov 2018 | Palasport, Cave, Italia                         | Mantiene il Titolo Italiano pesi superpiuma                          |
| 12  | Vittoria  | 12–0   | Francesco Invernizio | TKO    | 3 (10)       | 30 Jun 2018 | Piazza Dante, Grosseto, Italia                  | Vince il Titolo Italiano vacante pesi superpiuma                     |
| 11  | Vittoria  | 11–0   | Baska Tuvdenlhagva   | PTS    | 8            | 15 Oct 2017 | Piazza Giordano Bruno, Cave, Italia             |                                                                      |
| 10  | Vittoria  | 10–0   | Dionisie Tiganas     | PTS    | 6            | 17 Jun 2017 | Casino de la Vallee, Saint-Vincent, Italia      |                                                                      |
| 9   | Vittoria  | 9–0    | Milan Delic          | TKO    | 2 (6)        | 3 Dec 2016  | Colleferro, Italia                              |                                                                      |
| 8   | Vittoria  | 8–0    | Milan Savic          | PTS    | 6            | 22 Oct 2016 | Roma, Italia                                    |                                                                      |
| 7   | Vittoria  | 7–0    | Zeljko Kovacevic     | TKO    | 5 (6)        | 24 Jun 2016 | Nettuno, Italia                                 |                                                                      |
| 6   | Vittoria  | 6–0    | Nemanja Sabljov      | PTS    | 4            | 30 Apr 2016 | Palasport, Fiumicino, Italia                    |                                                                      |
| 5   | Vittoria  | 5–0    | Riccardo Battisti    | PTS    | 6            | 17 Apr 2016 | Cave, Italia                                    |                                                                      |
| 4   | Vittoria  | 4–0    | Ciprian Albert       | PTS    | 6            | 28 Feb 2016 | Palasport, Nettuno, Italia                      |                                                                      |
| 3   | Vittoria  | 3–0    | Valerio Mazzulla     | KO     | 1 (6)        | 19 Dec 2015 | Polivalente Azzurri d'Italia, Brescia, Italia   |                                                                      |
| 2   | Vittoria  | 2–0    | Davide Bono          | KO     | 2 (4)        | 14 Nov 2015 | Palestra Testudo, Cernusco sul Naviglio, Italia |                                                                      |
| 1   | Vittoria  | 1–0    | Carmelo Palermo      | PTS    | 4            | 10 Oct 2015 | Palasport V.le Tiziano, Roma, Italia            |                                                                      |

## Vita privata
Magnesi è sposato con Alessandra Branco, figlia dell'ex pugile Silvio Branco, già pluricampione mondiale. Nel 2020 Magnesi è stato protagonista di Non smetterò mai di sognare, docufilm diretto da Roberto Giannisse.

## Curiosità
Il soprannome "Lone Wolf", Lupo Solitario, che lo accompagna da quando era bambino, deriva dal protagonista del fumetto preferito dal padre: lo scelse in quanto suo figlio trascorreva molto tempo da solo.